# Puig de Santa Àgueda
Santa Àgueda és la tercera muntanya més alta de Menorca, després del Toro i S'Enclusa, amb 264 metres d'altitud. Hi ha un camí pel qual s'hi pot pujar a peu fins al cim, part d'aquest camí es conserva des de l'època dels romans. L'ascens a peu per aquest camí s'estima en uns tres quarts. La muntanya ha inspirat llegendes populars i el seu cim, per les seves vistes, ha estat usat al llarg de la història com a atalaia militar i mirador d'esbarjo.

## Història

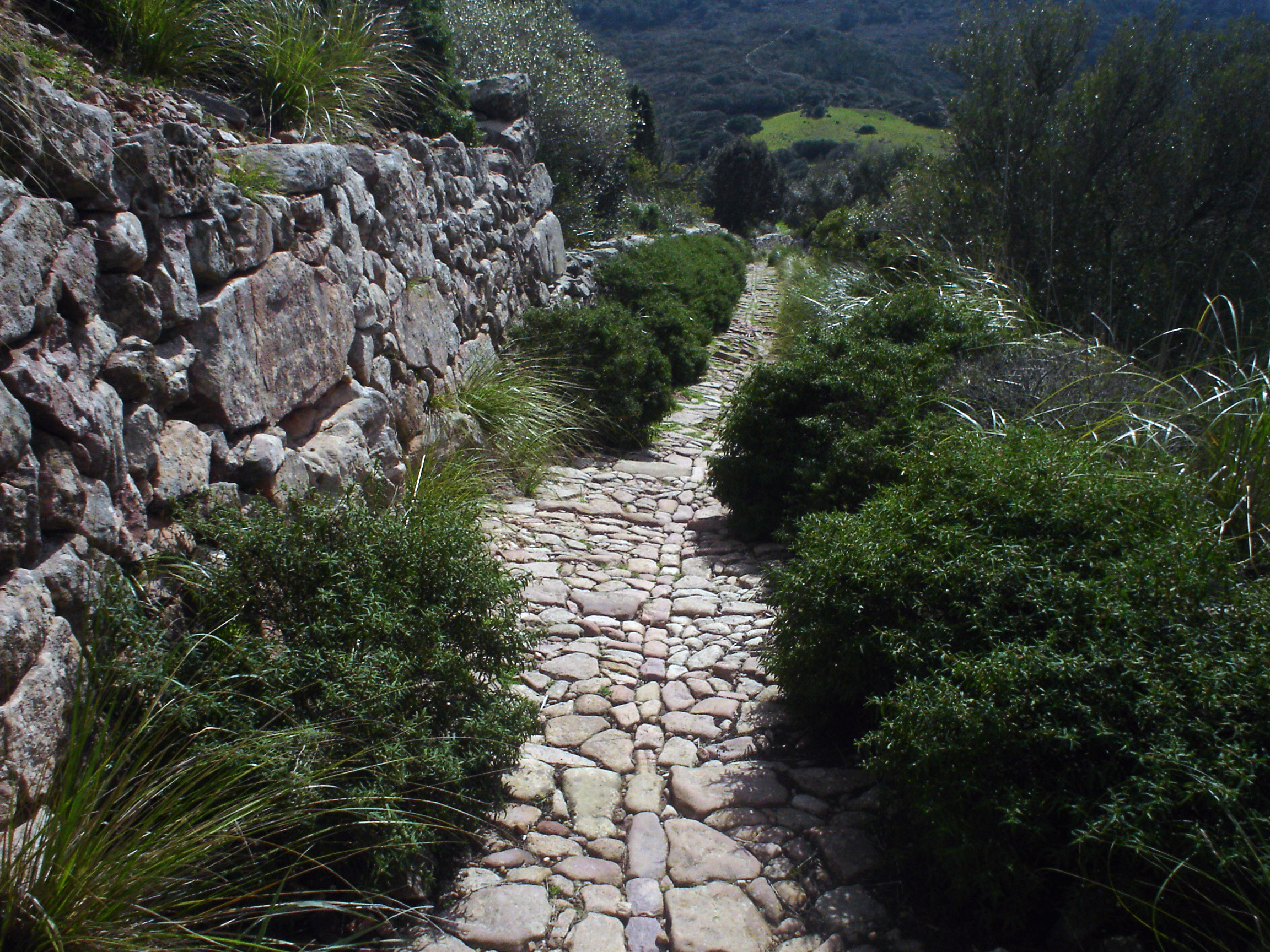
Camí romà de Santa Àgueda

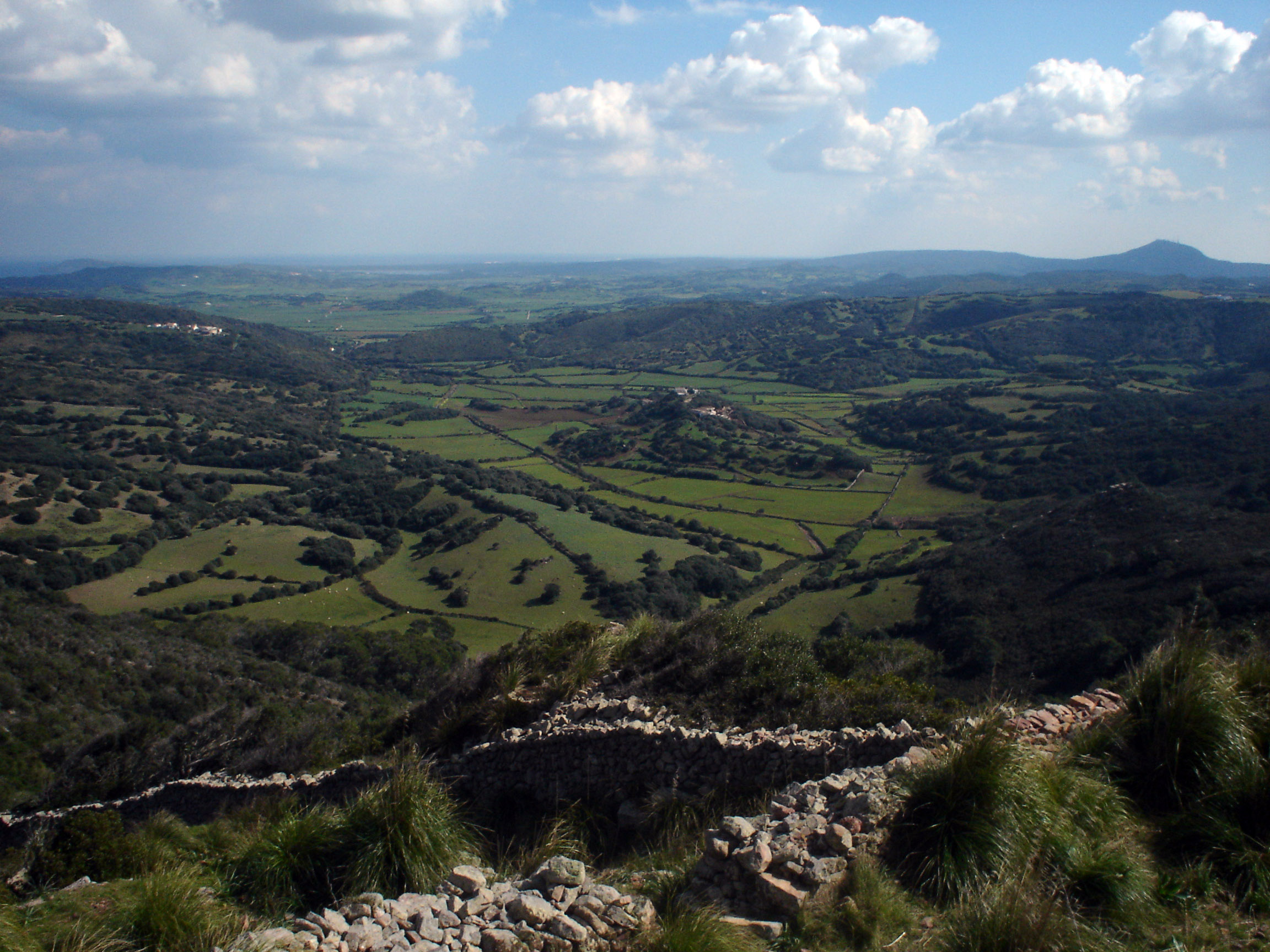
Vista des del cim de Santa Àgueda

Els romans hi van construir un camí, part del qual encara es conserva, per anar fins al cim de Santa Àgueda, on van construir un castrum que era usat com a torre de vigilància.
Se sap que, posteriorment, els àrabs l'anomenaven ja Sen Agaiz, l'usaven també com a talaia de vigilància i hi varen construir un palau de defensa rodejat de preciosos jardins, que avui dia està en runes: el castell de Santa Àgueda. Pels àrabs era, a més, considerat un espai de gran bellesa, i en temps de pau, hi tenien la residència d'estiu, o anaven a passar el dia, acompanyats amb una cort de músics, poetes, artistes i filòsofs vinguts d'arreu del món àrab.
El 21 de gener de l'any 1287, durant la conquesta de Menorca per part del rei cristià Alfons III als àrabs, la muntanya i el seu castell van esdevenir l'últim focus de resistència. Un cop conquerit el terreny, els catalanoaragonesos van abandonar-lo i a poc a poc va anar quedant en runes. En aquesta època però es va construir una petita capella, austera i senzilla, a la muntanya dedicada a la seva Mare de Déu a instàncies d'Elionor de Portugal, esposa de Pere el Cerimoniós. La devoció popular fou remarcable i existeixen documents antics que descriuen les romeries a l'ermita el dia de Santa Àgueda.
La muntanya mai no va ser usada militarment pels anglesos, que van situar la seva defensa al voltant de l'illa, ni pels espanyols.
L'any 1811 el castell de Santa Àgueda va esdevenir propietat privada fins que, el 1966, va ser declarat monument històric i artístic nacional. Avui dia del castell queden restes d'una muralla i diverses torres.

## Flora i fauna

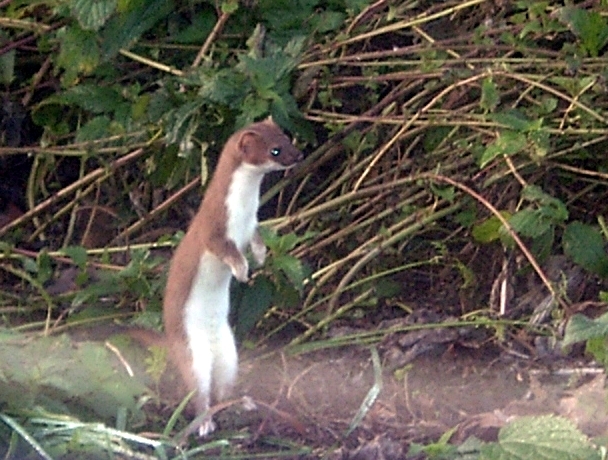
El mustel habita aquesta muntanya

El camí pel qual es puja a la muntanya de Santa Àgueda està rodejat d'alzines. Altres arbres habituals són els pins blancs, tant el pi blanc comú, Pinus halepensis, com el pi blanc endèmic menorquí: Pinus halepensis ceciliae. Les mates inclouen, entre d'altres, la llentrisca, l'arboç, el matapoll, la mare-selva i el llampúgol. Algunes plantes i flors que s'hi poden veure són la rosella, la bastanaga borda, la gavarrera, el romaní, la rapa de frare i algunes espècies endèmiques com la carnassa o col de moro (Pastinaca lucida).
La fauna que habita la muntanya de Santa Àgueda inclou espècies protegides com la tortuga (Testudo hermani) i amfibis molt fàcils de trobar com la sargantana (Podarcis sp), principal enemic dels mosquits. El mart, que també viu en aquesta muntanya, va ser introduït a l'illa al període talaiòtic, probablement de Sardenya. L'eriçó, apreciat entre altres coses perquè s'alimenta de petites serps, també va ser introduït a l'illa fa molts anys, aquesta vegada del nord d'Àfrica. El mustel o mostela és difícil de veure, perquè no s'acosta a les zones transitades habitualment pels humans, però no és infreqüent. Els ocells inclouen espècies típiques a Menorca en general, com la puput, sedentària a Menorca, el trencapinyons, el milà i el xoriguer.

## Cultura popular

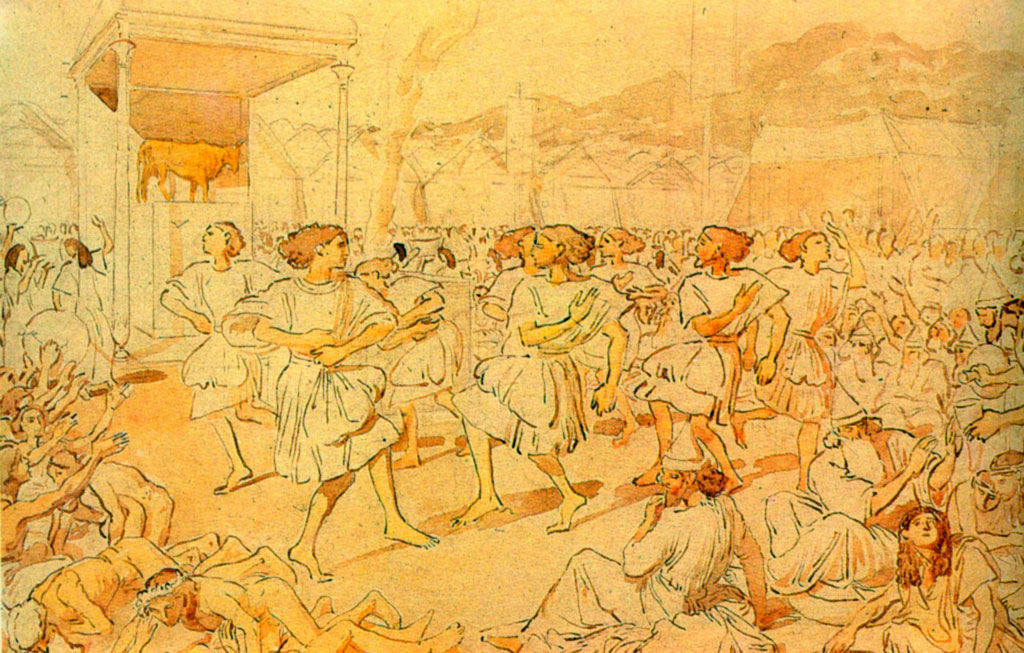
Il·lustració del venat d'or esmentat a la Bíblia, una còpia del qual (o potser l'original) es troba amagat a la muntanya segons una llegenda.

La muntanya de Santa Àgueda ha estat considerada sagrada i el lloc on van passar nombroses llegendes i contes de fades que s'han transmès per tradició oral durant anys, algunes des de l'edat mitjana. Per exemple, se sap que era habitual que les dones pugessin a la muntanya per pregar a la Mare de Déu de Santa Àgueda; hom diu que la verge curava els mars d'amor, el mal de pit i que tenia una llàntia d'argent per il·luminar el camí en moments de confusió, llàntia que els pescadors i mariners podien veure a la nit des de la mar i que els servia com a far i guia. La Mare de Déu de El Toro protegeix l'illa de Menorca, però es considera que, a més, el nord de l'illa està també protegit per la Mare de Déu de Santa Àgueda.
La muntanya està plena de racons màgics, especialment fonts i pous, associats també a encantaments, misteris i llegendes. Un dels més coneguts és el Pou de s'Encantament, que, segons la tradició popular, no té fons. També hi ha històries sobre una vedella d'or que té clavada una espasa màgica i que està amagada en algun lloc sota les runes del castell, alguns pensen que prové dels temps contemporanis a la Bíblia mentre que d'altres creuen que és medieval.